# Zephyranthes reginae
Zephyranthes reginae là một loài thực vật có hoa trong họ Amaryllidaceae. Loài này được T.M.Howard & S.Ogden miêu tả khoa học đầu tiên năm 1990.